# Пођо Елера (Рим)
Пођо Елера је насеље у Италији у округу Рим, региону Лацио.
Према процени из 2011. у насељу је живело 1064 становника. Насеље се налази на надморској висини од 260 м.